# Les Trois Diables rouges
Pour plus de détails, voir Fiche technique et Distribution.
Les Trois Diables rouges (titre original : Daredevils of the Red Circle) est un film américain en 12 chapitres de 15 minutes réalisé par William Witney et John English, sorti en 1939.
Diffusé en 1956 sur la RTF sous forme de deux épisodes de 90 minutes, il a été rediffusé sur la première chaîne de l'ORTF à partir du 26 janvier 1962 sous forme de six épisodes de 26 minutes

## Synopsis
Trois casse-cou (acrobates dans un parc d'attractions) joignent leurs efforts à ceux de la police pour tenter d'arrêter un condamné échappé de prison, connu sous le matricule 39013.
elui-ci s'est juré de se venger du milliardaire Granville, responsable de son arrestation, en le ruinant. Il le retient prisonnier pendant qu'il prend sa place de façon à saboter méthodiquement ses affaires ; mais un mystérieux cercle signalant tel ou tel article de journal met à chaque fois les trois héros en mesure de contrevenir aux plans du malfrat.

## Fiche technique
- Titre français : Les Trois Diables rouges
- Titre original : Daredevils of the Red Circle (sorti en France en deux parties en 1945 sous le titre « Le Cercle de la mort »)
- Réalisation : William Witney, John English
- Scénario : Barry Shipman, Franklin Adreon, Rex Taylor, Ronald Davidson, Sol Shor
- Photographie : William Nobles
- Montage : William P. Thompson et Edward Todd
- Musique : William Lava, Cy Feuer (non crédité) et David Tamkin (non crédité)
- Décors : John Victor MacKay
- Costumes : Adele Palmer et Robert Ramsey
- Effets spéciaux de maquillage : Bob Mark
- Effets visuels : Howard Lydecker et Theodore Lydecker
- Producteur associé : Robert M. Beche
- Société de production : Republic Pictures
- Sociétés de distribution : Republic Pictures (États-Unis), Empire Universal Films (Canada), British Lion Film Corporation (Royaume-Uni), Filmonde U.S.A. (France)
- Pays de production :  États-Unis
- Langue : Anglais
- Tournage : du 28 mars 1939 au 28 avril 1939
- Format : Noir et blanc — 35 mm — 1,33:1 — Son : Mono (RCA High Fidelity Recording)
- Genre : Film policier, Film d'aventures, Film d'action
- Durée originale : 221 minutes
- Durée en France : 160 minutes
- Dates de sortie :   
  - États-Unis : 10 juin 1939
  - Portugal : 28 octobre 1940
  - France: 16 novembre 1949

## Distribution
- Charles Quigley (VF : Marc Cassot) : Gene Townley
- Herman Brix (VF : Raymond Loyer) : Tiny Dawson
- David Sharpe () : Burt Knowles
- Carole Landis (VF : Jacqueline Pasquier) : Blanche Granville
- Miles Mander (VF : Maurice Pierrat) : Horace Granville
- Charles Middleton (VF : Georges Hubert) : Harry Crowl, alias 39013
- C. Montague Shaw (VF : Pierre Morin (acteur)) : Dr Malcolm
- Ben Taggart : Dixon
- William Pagan : Chef Landon
- Raymond Bailey : Klein
- Broderick O'Farrell : L'avocat Graves
- Truda Marson : L'infirmière Benson
- Robert Winkler (VF : Bernard Gille) : Sammy Townley
- Monte Montague (non crédité) : Tom

- Version française[2] : S.D.P.S. , Enregistrement: Studios de Neuilly,Son  :	Melodium,Tirage laboratoires: TLC Saint Cloud

## Liste des épisodes (version originale)
1. Un complot mystérieux (The Monstrous Plot)
2. L'ami mystérieux (The Mysterious Friend)
3. Le Bourreau (The Executioner)
4. sabotage (Sabotage)
5. Le rayon de la mort (The Ray of Death)
6. 30 secondes à vivre (Thirty Seconds to Live)
7. La mine engloutie (The Flooded Mine)
8. S.O.S. (S.O.S.)
9. L'échelle du péril (Ladder of Peril)
10. La machine infernale (The Infernal Machine)
11. Le cercle rouge parle (The Red Circle Speaks)
12. Destination catastrophe (Flight to Doom)

## DVD (France)
Le film a fait l'objet d'une sortie sur le support DVD.
- Daredevils of the Red Circle (Keep Case 2 DVD) sorti le 19 avril 2010 chez Bach Films. Le ratio écran est en 1.33:1 plein écran 4:3. L'audio est en anglais et français mono d'origine avec présence de sous-titres français. DVD 1 : 12 épisodes chapitrés en VOST. DVD 2 : le film est présenté en deux parties (Les trois diables rouges (90 min); Les trois risques-tout (80 min)). En suppléments : interview audio de William Whitney (60 min), entretien avec Roland Lacourbe, fac-similé du press book français. ASIN B003F54GN4